# Luzonomorpha picea
Luzonomorpha picea är en mångfotingart som först beskrevs av Brandt 1839.  Luzonomorpha picea ingår i släktet Luzonomorpha och familjen orangeridubbelfotingar. Inga underarter finns listade i Catalogue of Life.